# 千叶敬爱短期大学
千叶敬爱短期大学（日语：／ Chiba Keiai Tanki Daigaku *），简称敬爱短大，是一所位于日本千叶县佐仓市的私立短期大学。

## 概要

### 简介
- 学校最早可以追溯到1921年[1][2]。短期大学为于1950年开办[2]、由学校法人千叶敬爱学园经营[3]。为男女同校从开办

### 历史
- 1950年 千叶敬爱短期大学成立并同时设置一个学科即教育科。校园在了于匝瑳郡八日市场町[2]。
- 1951年 学校法人关东学园成立。
- 1952年 法经科第二部成立（招生到1965年、停办于1969年）[2]。
- 1955年 教育科改编为初等教育科[2]。
- 1959年 校园迁址至千叶市穴川[2]。
- 1962年 初等教育科第二部成立（招生到于1985年、停办于1987年）[2]。
- 1966年 学校法人关东学园改编为学校法人千叶敬爱学园。
- 1987年 校园迁址至佐仓市[2]。
- 1990年 国际教养科停办[2]。

### 宪章
- 请参看千叶敬爱短期大学的标志 （日語） 2014年6月6日阅览。

## 学校环境
- 校区：在千叶县佐仓市

## 历任校长
- 明石要一：现在短期大学校长[4]

## 组织

### 学科
- 初等教育科

### 前学科
| - 初等教育科 - 第一部 - 第二部 - 法经科 - 国际教养科 |

### 专科
| - 没有 |

### 业余课程
| - 没有 |

### 附属学校
- 幼儿园[5]

### 附属机关
| - 图书馆 - 总合儿童学研究所 |

## 相关链接
- 日本短期大学列表
- 敬爱大学